# Wadi Rum
Wadi Rum, Wadi Ramm (arab. ‏وادي رم‎) – dolina leżąca wśród granitowych i zbudowanych z piaskowca skał. Największa wadi w Jordanii.

## Historia
W okresie prehistorycznym była zamieszkiwana przez wiele różnych kultur, w tym nabatejską. Pozostawiły one po sobie ślad w postaci malunków naskalnych, petroglifów i świątyń. Obecnie żyją w niej grupy Beduinów.
Wadi Rum rozsławił na świecie brytyjski oficer Thomas Edward Lawrence, który działał na tym terenie w okresie antytureckiego powstania arabskiego w latach 1917−1918. W latach osiemdziesiątych jedna z charakterystycznych formacji skalnych Wadi Rum otrzymała nazwę „Siedem Filarów Mądrości” ze względu na książkę pod tym tytułem, którą Lawrence napisał w następstwie udziału w wojnie (choć nazwa powieści nie ma żadnego związku z Wadi Rum).

## Charakterystyka
Region Wadi Rum jest jednym z najpopularniejszych regionów turystycznych w Jordanii, także wśród zagranicznych turystów. Typowa trasa turystyczna obejmuje kilkugodzinne lub całodniowe zwiedzanie samochodem z napędem na cztery koła głównych atrakcji turystycznych, lunch oraz wieczorną imprezę z noclegiem w jednym z licznych obozów Beduinów. Popularnymi formami wypoczynku są także: zwiedzanie pustynnych okolic, biwakowanie „pod gwiazdami” (zwyczajem Beduinów), jazda konna (konie arabskie) oraz wspinaczka skałkowa. Napływ dużej liczby turystów w ten odosobniony rejon przyczynia się do wzrostu majętności miejscowych Beduinów.
W 2011 roku obszar chroniony Wadi Rum został wpisany na listę światowego dziedzictwa UNESCO.

## Geografia
Cały obszar koncentruje się wokół głównej doliny Wadi Rum. Najwyższym wzniesieniem w Jordanii jest Dżabal Umm ad Dami mający 1840 m n.p.m., a położony 30 km na południe od wioski Wadi Rum. W pogodny dzień ze szczytu można zobaczyć Morze Czerwone i granicę saudyjską.
Dżabal Ramm lub Jebel Rum (1734 m n.p.m.) to drugi pod względem wysokości szczyt w Jordanii i najwyższy szczyt w centralnej Wadi Rum, wznoszący się bezpośrednio nad doliną Rum, naprzeciw Jebel um Ishrin, który jest prawdopodobnie o metr niższy.
Khaz'ali Canyon w Wadi Rum to miejsce bogate w petroglify wyryte w ścianach jaskiń przedstawiających ludzi i antylopy, a sięgające czasów tamudyckich. Wioska Wadi Rum liczy kilkuset mieszkańców – Beduinów, mieszkających w namiotach z koziej skóry, ale i betonowymi domach. Znajduje się tu również szkoła dla chłopców i osobna dla dziewcząt, kilka sklepów i siedziba Pustynnego Patrolu.
W roku 2013, po czterech latach prac Geoff Lawton osiągnął sukces w tworzeniu ekosystemu permakultury w Wadi Rum.

## Wykorzystanie w filmie
Obszar ten był często wykorzystywanym tłem w filmach. Filmowcy najchętniej korzystali z niego w ujęciach rozgrywających się na powierzchni Marsa.
- Lawrence z Arabii – większość filmu David Lean nagrywał w 1962 na Wadi Rum[18].
- Czerwona Planeta – Wadi Rum w tym filmie z 2000 roku przedstawiała powierzchnię Marsa[19].
- Powiew pustyni – również w tym filmie z 1998 roku większość scen rozgrywała się na tej pustyni.
- The Face – film BBC, wspinaczka na skały Rum, przedstawiająca pionierów Wadi Rum, Tony'ego Howarda i Di Taylora[20].
- Transformers: Zemsta upadłych  – reprezentowała pustynie egipskie[21].
- The Frankincense Trail – sceny z pociągu i krajobrazy lotnicze[20].
- Prometeusz  – sceny z Planety Obcych[22].
- Krrish 3  – utwór 'Dil Tu Hi Bata'[20].
- May in the Summer – film Cheriena Dabisa zaprezentowany na Sundance Film Festival 2013. Długie ujęcia z Wadi Rum, miejsce gdzie główny bohater pogodził się ze światem i z samym sobą[20].
- Ostatnie dni na Marsie – ujęcia reprezentujące powierzchnię Marsa w filmie z roku 2013[23].
- Marsjanin  – film Ridleya Scotta z 2015, również tu Wadi Rum przedstawiała powierzchnię Marsa[22].
- Theeb – nominowany do Oscara jordański film z 2014 w reż. Najiego Abu Nowara, w całości nakręcony na Wadi Rum[24].
- Łotr 1. Gwiezdne wojny – historie, obszar używany do niektórych scen jako Jedha[25].

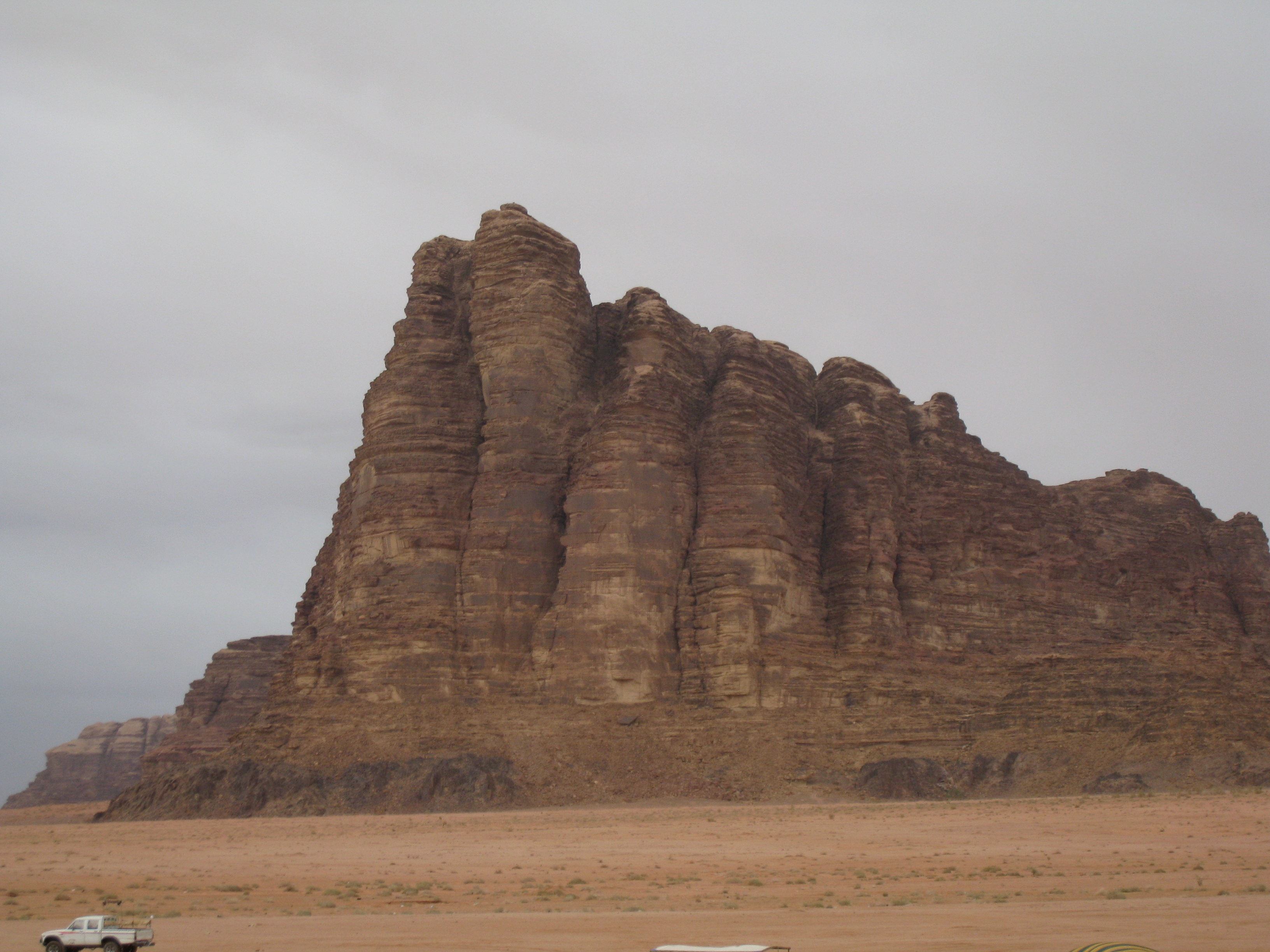
Skała zwana „Siedem Filarów Mądrości” – nazwa nawiązująca do powieści T.E. Lawrence’a
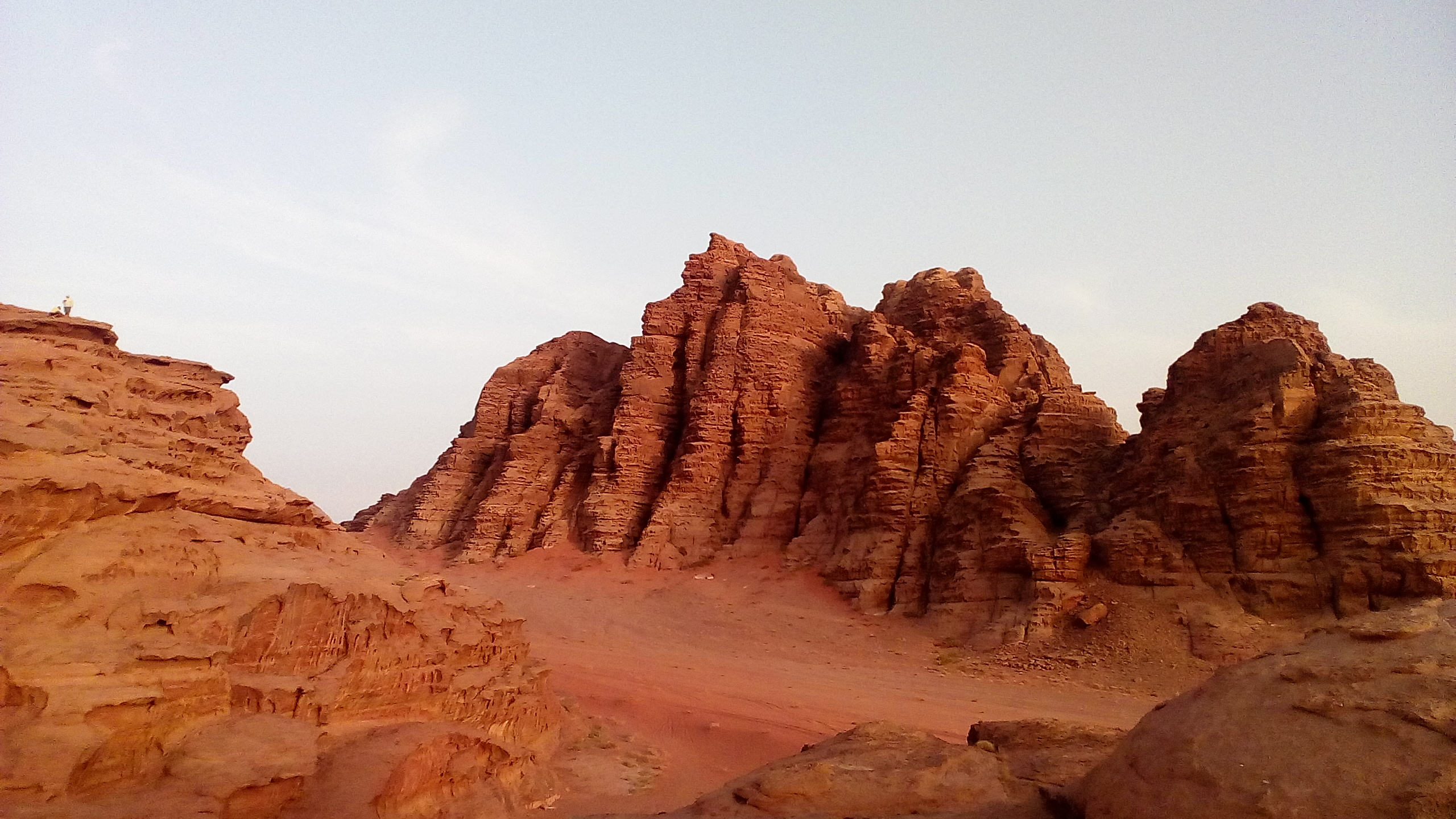
Typowy krajobraz pustyni Wadi Rum
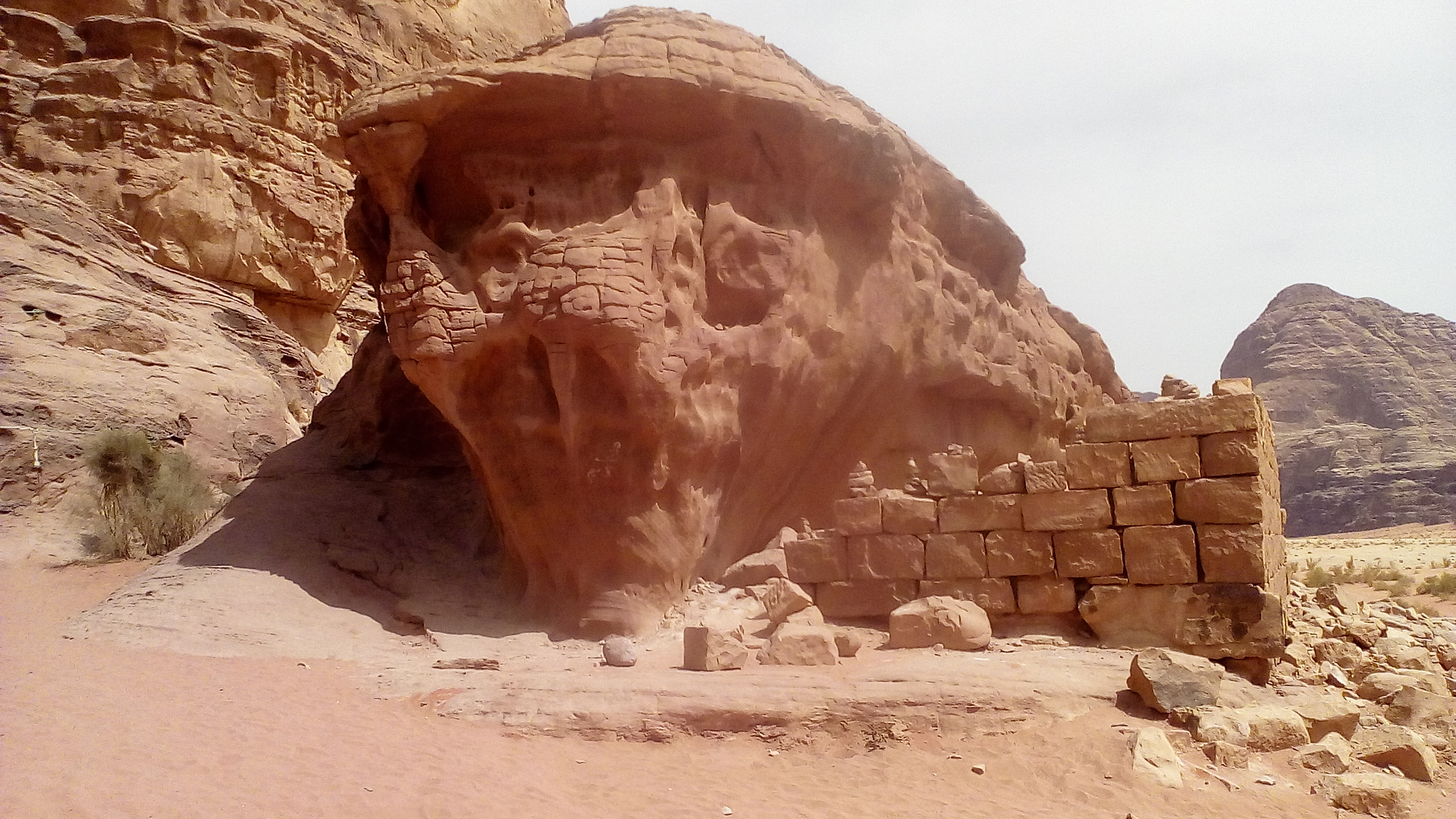
Ruiny domu Lawrence’a z Arabii
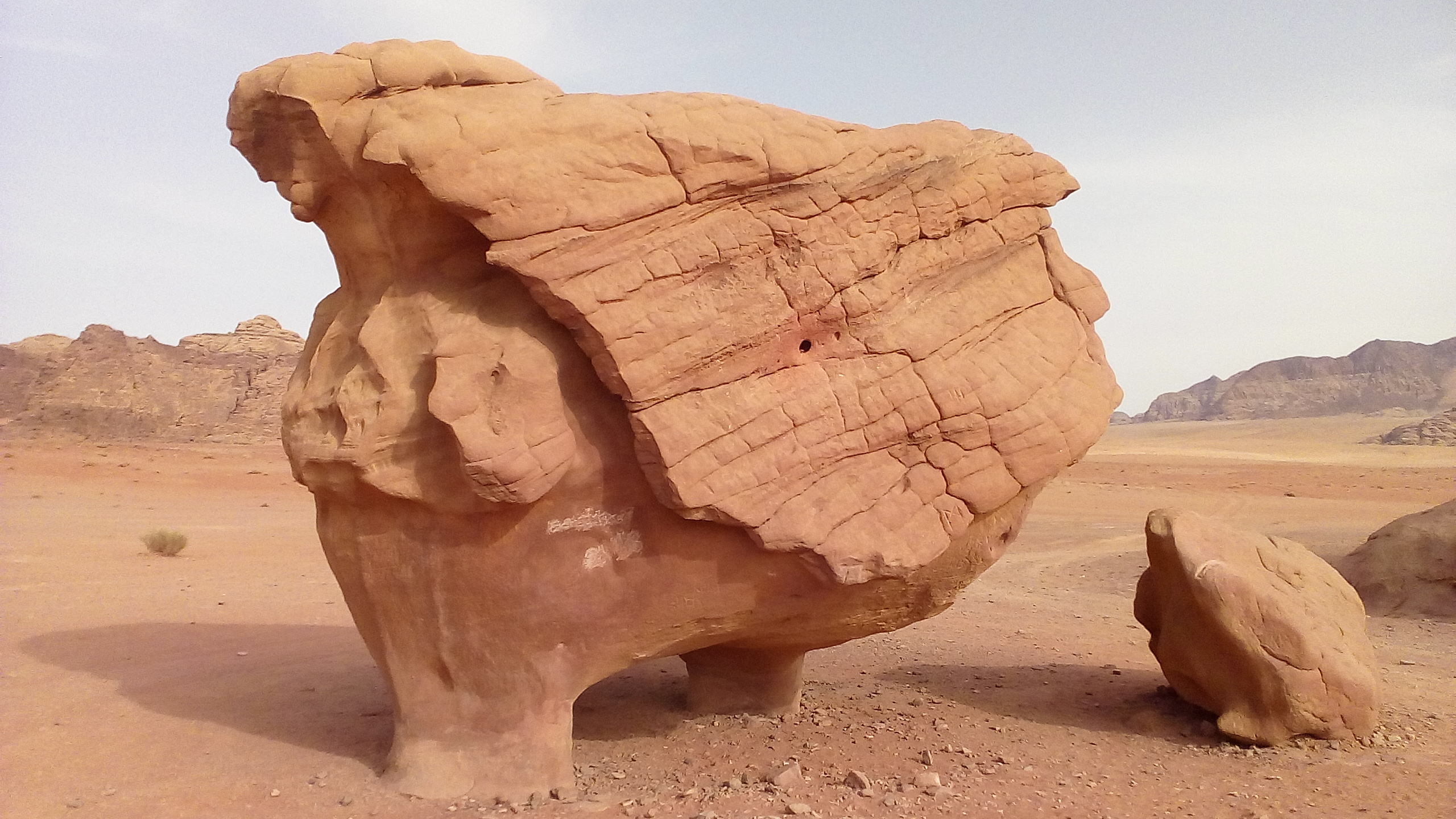
Skała zwana „Kurczakiem”
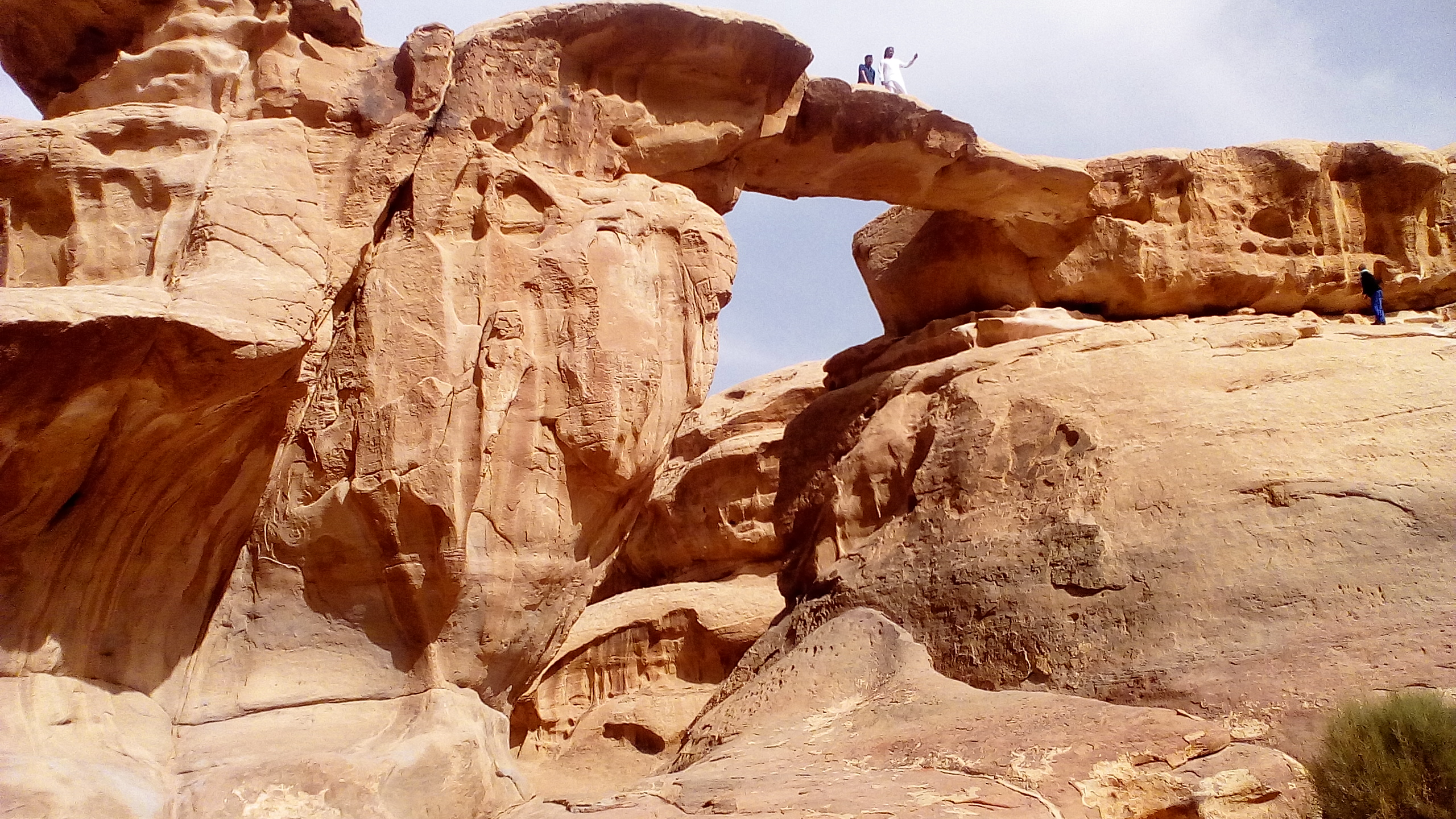
Wadi Rum jeden z mostów skalnych, popularna atrakcja turystyczna